# 10423 Dajčić
10423 Dajčić là một tiểu hành tinh vành đai chính với chu kỳ quỹ đạo là 1228.4367968 ngày (3.36 năm).
Nó được phát hiện ngày 16 tháng 1 năm 1999. Nó được đặt theo tên Mario Dajčić (1923-1991), một nhà thiên văn nghiệp dư Croatia.